# 蔣鼎文
蔣鼎文（1893年—1974年1月2日），字銘三，中華民國陸軍一級上將。浙江諸暨盘山（亦称磨石山）人。獲青天白日勳章，曾當選為第一屆國民大會浙江省代表。

## 早年
清光緒十九年（1893年）生。
幼讀私塾，後入翊忠書院（翊忠學堂，校長吳仲懷先生，前清的舉人，當地鄉哲）。
1911年10月辛亥革命後投筆從戎，在杭州參加學生軍。民國元年（1912年）學生軍併入紹興大通陸軍學堂（紹興軍事學堂），後轉入浙江講武堂。
1914年畢業後入浙江督署守備隊，歷任排、連長。1915年去廣東，供職於援閩浙軍總司令部。
1919年投廣東護法軍政府。1921年任非常大總統府參謀副官。1922年任北伐軍滇黔贛軍第一路司令部參謀。

## 中年經歷
1923年3月任大元帥大本營兵站總監部參謀。1924年5月任黃埔陸軍軍官學校第一期第二學生隊區隊長和教官。10月任軍校教導團第一營副營長兼第二連連長，參加了平定廣州商團事變。
1925年2月參加第一次東征討伐陳炯明，淡水之役，營長沈應時受傷，乃升任營長；棉湖之役身負重傷，傷癒後升任教導第一團中校副團長，不久任第二師第五團團長。10月第二次東征時留守廣州。
1926年7月參加國民革命軍北伐，10月攻克武昌後，任收編委員會委員。
1927年1月升任總司令部直屬傷兵團少將團長；4月攻克南京後，任南京警備團團長；8月任浙東警備司令兼寧波市公安局局長；10月26日任第一軍第一師師長。
1928年1月任第一軍副軍長兼第一師師長，並參加第二期北伐。同年7月25日因北伐完成，各軍縮編，任第九師師長。
1929年3月率部平定桂系武漢事變後，任第二軍軍長。後又參加了討伐石友三、討伐唐生智的戰役。中原大戰爆發後，率部討伐馮、閻，戰後進駐洛陽，兼任隴海路西段警備司令。
1931年7月任第四軍團總指揮，率部進入江西，參加對中共中央蘇區的第三次圍剿。
1932年1月日軍進攻上海，蔣鼎文率兩部增援十九路軍，停戰後，擔任上海守衛。6月任津浦路南段警備司令。同年冬兼任川湘鄂贛皖蘇浙七省水警總局局長。
1933年春兼任武漢編練處處長，9月參加第五次圍剿，任五省剿匪軍北路軍前敵總指揮兼第二路軍總指揮。同年11月率部鎮壓閩變。
1934年2月任剿匪軍東路總司令兼第二路軍總指揮，再度對中共中央紅軍進行圍剿，10月共軍向西突圍而逃。11月27日改任駐閩綏靖公署主任。
1935年4月3日授陸軍二級上將銜。11月選任中國國民黨第五屆中央執行委員。
1936年，奉命鎮壓兩廣事變。
1936年7月任國防會議委員，12月任西北剿匪前敵總司令，督師圍剿陝北紅軍，西安事變中被扣押，後受張學良委託，往返西安、南京，傳達蔣中正手令。
1937年對日抗戰爆發，10月4日任第四集團軍總司令，11月17日特派軍事委員會委員長西安行營主任。
1938年6月任陝西省主席兼中國國民黨陝西省黨部主任委員、陝西省保安司令，11月兼任第三十四集團軍總司令。
1939年2月任第十戰區司令長官。1941年5月任軍事委員會委員長西安辦公廳主任。
1942年1月12日任第一戰區司令長官兼冀察戰區總司令，駐洛陽。
1944年春，日軍開始打通大陸的豫湘桂会战，蔣與副司令長官湯恩伯指揮所部與日軍激戰於豫中、豫西，是役第三十六集團軍總司令李家鈺力戰殉國，7月蔣鼎文因豫中會戰失利引咎辭職，任軍事參議院參議。
1945年5月選任中國國民黨第六屆中央執行委員，同年赴上海，棄官經商。
1947年（民國三十六年）1月遊歷歐美回國後，參選第一屆國民大會代表，1948年以原籍浙江省諸暨縣當選為第一屆國民大會浙江省代表，並任總統府戰略顧問委員會顧問。
1949年7月任國防部東南區點驗整編委員會主任委員，8月赴台灣。由蔣中正指派與韓德勤、劉詠堯負責審判吳石匪諜案，吳石、陳寶倉、朱楓等遭判處死刑，蔣鼎文與韓德勤聯名為吳石等人陳情，蔣中正震怒，以其三人為犯人說情殊為不法之至，應即將三人革除原職。
退役後任總統府國策顧問、光復大陸設計委員會委員。

## 逝世
1974年1月2日病逝臺北。留有遺物指揮刀一把。

## 善舉

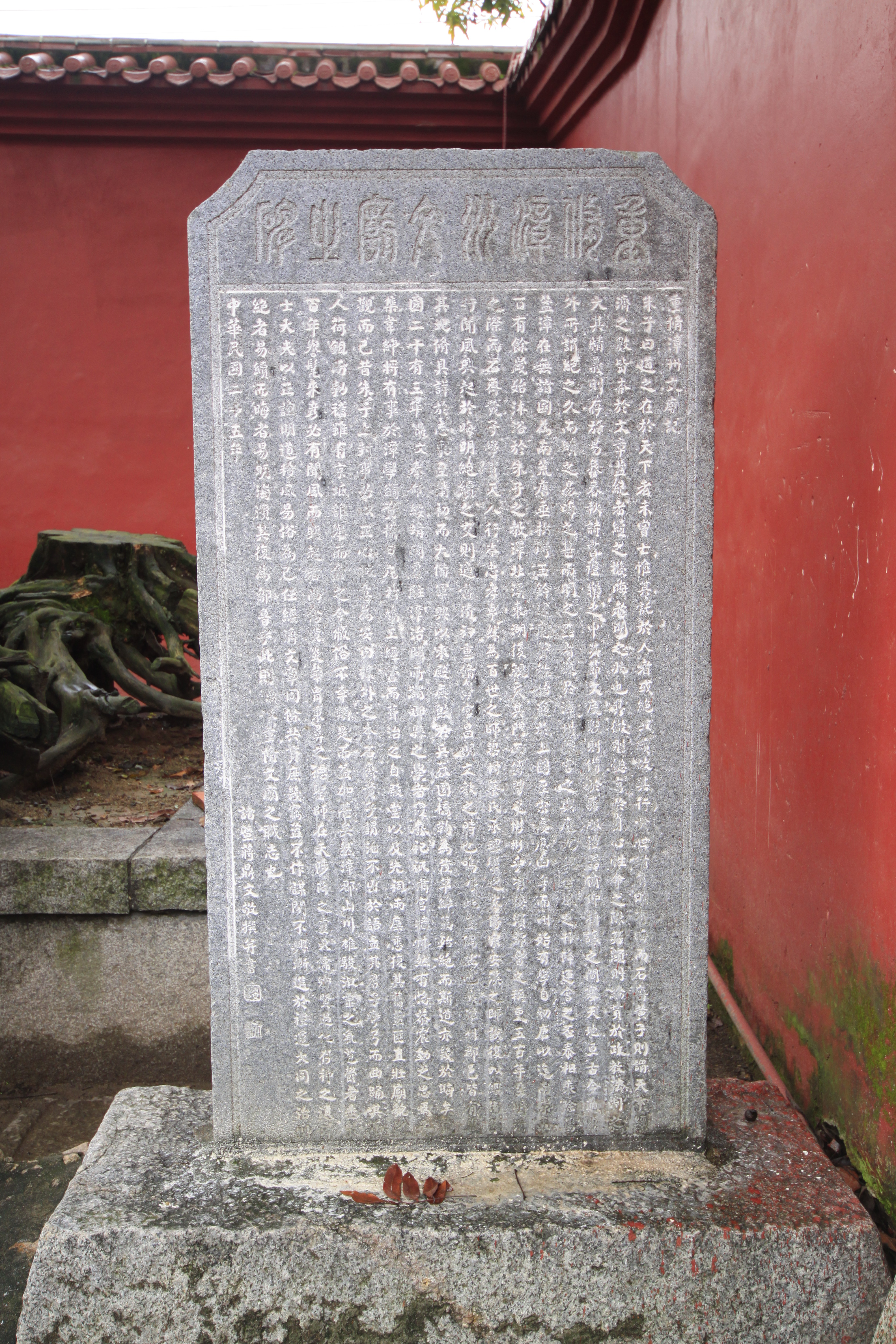
《重修漳州文廟記》，蔣鼎文撰并書，現藏漳州府文廟

曾捐建家乡的盘山小学，诸暨医院（现诸暨人民医院）。
1967年10月25日，捐贈「商周銅器」11件。

## 影劇
- 《一九四二》是一部2012年馮小剛執導的電影，由震飾演蔣鼎文[10]。